# Gare de La Gleize
La gare de La Gleize est une gare ferroviaire belge fermée de la ligne 42, de Rivage à Gouvy-frontière, située sur le territoire de la commune de Stoumont, en Région wallonne dans la province de Liège.
Elle est mise en service en 1890 par les Chemins de fer de l'État belge et ferme en 1984.

## Situation ferroviaire
La gare de Stoumont se trouvait entre les gares fermées de Stoumont et de Roanne-Coo.

## Histoire
La station de La Gleize est mise en service 1er juillet 1890 par les Chemins de fer de l'État belge, lorsqu'ils ouvrent à l'exploitation la section de Stoumont à Trois-Ponts de la ligne de l’Amblève.
Située en fond de vallée à l'ouest du village de La Gleize, la gare se trouve à près de 2,5 km chef lieu de cette ancienne commune, rattachée depuis à Stoumont.
À la suite du Plan IC-IR, la gare ferme à tous trafics le 3 juin 1984. Le bâtiment de la gare avait été démoli 6 ans auparavant.

## Patrimoine ferroviaire
Le bâtiment des recettes a été démoli en 1977-1978.
Appartenant à un plan-type bâti en dix exemplaires uniquement sur la ligne de l'Amblève, il était en tous points identique à celui de la gare de Liotte.
Il possède, à droite, une aile basse de 7 travées servant de salle d'attente avec un magasin pour les colis ; un corps central de deux étages sous bâtière servant de bureau, de guichet et de logement de fonction pour le chef de gare et une aile de service à toit plat abritant la cuisine, la buanderie et la toilette. La façade est en pierre locale avec de la pierre bleue pour les ornements, entourages et soubassements.